# جیووه
جیووه (به ایتالیایی: Giove) یک شهرک و کومونه در ایتالیا است که در استان ترانی واقع شده‌است. جیووه ۱۵٫۱۹ کیلومتر مربع مساحت و ۱٬۹۲۲ نفر جمعیت دارد و ۲۹۲ متر بالاتر از سطح دریا واقع شده‌است.